# Elisa Cucchiella
Elisa Cucchiella (L'Aquila, 19 marzo 1983) è una rugbista a 15 italiana, attiva nel ruolo di pilone per le Belve Neroverdi.

## Biografia
Figlia di Giancarlo, anch'egli pilone e internazionale per l'Italia alla Coppa del Mondo di rugby 1987, Elisa Cucchiella giocò le sue prime partite di rugby, relativamente digiuna della disciplina, a 19 anni; fu suo padre a integrare gli allenamenti spiegandole i fondamentali del ruolo.
All'Aquila per due stagioni, si trasferì insieme a sua sorella Francesca in Emilia alle Lupe di Piacenza, squadra il cui sponsor le offrì un lavoro; il 2 maggio 2004, nel corso del campionato europeo in Francia, esordì con l'Italia a Beaumont-de-Lomagne (sconfitta 7-73 contro l'Inghilterra).
Terminata l'esperienza in Emilia tornò nel Lazio a Colleferro per giocare con le Red & Blu, con cui riuscì tre volte in quattro stagioni a giungere almeno alle semifinali per il titolo nazionale; a maggio 2010 fu designata capitano della Nazionale in occasione del trofeo FIRA a Strasburgo, concluso dall'Italia al secondo posto.
Nel 2012, con l'unificazione delle sezioni maschile e femminile all'Aquila nella stessa polisportiva e l'istituzione di una squadra a XV anche per le donne, Cucchiella tornò nella sua città d'origine; dopo il passaggio dalla polisportiva all'Old Rugby L'Aquila nel 2013-14, all'inizio della stagione quest'ultimo club decise di non iscrivere la femminile al campionato; Cucchiella insieme alle compagne lasciò la società e ne fondò una nuova, le Belve Neroverdi, cui fu riconosciuto a livello federale il titolo sportivo femminile dell'Aquila Rugby.
Fu inclusa a 34 anni nella squadra che si qualificò alla Coppa del Mondo di rugby femminile 2017 in Irlanda, la prima cui l'Italia prendeva parte dopo 15 anni, annunciando il ritiro dall'attività internazionale dopo la fine della competizione, in cui le Azzurre giunsero none assolute.
Dopo un anno lontana dai campi tornò nel 2018 all'attività di club con le Belve Neroverdi.